# Носенко, Юрий Иванович
Юрий Иванович Носенко (30 октября 1927, Николаев, УССР — 23 августа 2008, США) — сотрудник Второго главного управления КГБ, с 1962 года добровольный агент ЦРУ, перебежчик. 

## Биография
Отец Юрия Носенко — Иван Исидорович Носенко был министром судостроения СССР в 1939—1956 годах.
Юрий Носенко учился в Нахимовском училище, в 1950 году окончил МГИМО.
С 1953 года работал в органах госбезопасности СССР.
Во время службы в КГБ лично допрашивал Ли Харви Освальда, жившего в СССР в 1959—1962 годах. Утверждал, что для КГБ Освальд не представил интереса и не был им завербован.

### Бегство в США
Находясь в Швейцарии в качестве советника советской делегации на переговорах по разоружению, в июне 1962 года обратился к американскому дипломату с просьбой о конфиденциальной беседе. При встрече с американскими разведчиками передал секретную информацию. Среди переданных материалов была информация о том, что в стенах посольства США в Москве установлено 42 микрофона, а также сведения о нескольких ценных советских агентах в США и Великобритании. Договорившись о будущем сотрудничестве с ЦРУ, Носенко возвратился в Москву.
В очередной раз приехал в Женеву в январе 1964, провел несколько встреч с сотрудниками ЦРУ. 4 февраля 1964 года, находясь в Женеве, стал перебежчиком. Подробности побега Носенко до сих пор спорны. По результатам его предательства от 300 до 400 разведчиков были отозваны в СССР.

### Расследование ЦРУ
Носенко находился в США под надзором до 1969 года по подозрению в том, что он двойной агент. В ЦРУ и ФБР высказывалось убеждение, что его «бегство» на Запад было не чем иным, как попыткой доказать США непричастность СССР к убийству президента Дж. Ф. Кеннеди. Информация, предоставленная Носенко была частично противоречивой, в частности она определённым образом противоречила информации, предоставленной другим советским перебежчиком, Анатолием Голицыным. В результате более двух лет (с августа 1965 года по октябрь 1967 года) Носенко без суда и следствия содержался в тяжелых условиях в одиночной камере с бетонными стенами.
В 1968 году ЦРУ убедилось, что Носенко был действительно перебежчиком, а не провокатором, в результате чего он был освобожден и принят на работу в ЦРУ консультантом с выдачей компенсации в размере 137 тыс. долларов. С начала 1970-х Носенко работал в качестве консультанта ЦРУ.
В 1978 году Носенко давал показания перед комиссией по расследованию политических убийств Палаты представителей Конгресса США по делу об убийстве президента. Носенко также рассказал, что во время его пребывания в заключении ему давали препараты, вызывающие галлюцинации.
Также перед комиссией выступил аналитик ЦРУ Джон Харт с докладом о деле Носенко. Харт засвидетельствовал, что обращение с Носенко было «контрпродуктивным» и создало большой объем дезинформации.
С архивов ЦРУ по Носенко снят гриф секретности, они находятся в открытом доступе.

## В искусстве
В 1986 году на экраны вышел англо-американский художественый фильм «Юрий Носенко: двойной агент» («Yuri Nosenko: Double Agent») с Томми Ли Джонсом в одной из главных ролей. Роль Носенко исполнил Олег Рудник. Также в 1992 в одной из серий телесериала «Квантовый скачок» появляется персонаж Юрий Косенко в исполнении Ильи Баскина. В фильме «Ложное искушение» (2006) Носенко является прототипом перебежчика Валентина Миронова (в роли Марк Иванир).

### Комментарии
1. ↑  Харт был специалистом по психологии перебежчиков из Восточного блока[6]
2. ↑  Отчет Харта получил в ЦРУ неформальное название "Заговор Монстра" (The Monster plot)[8]